# Fosfuro di magnesio
Il fosfuro di magnesio è il composto chimico di formula Mg3P2. È un fosfuro binario del magnesio; in condizioni normali è un solido grigio-verde scuro di odore agliaceo. Mg3P2 reagisce con acqua e umidità rilasciando fosfina, un gas fortemente tossico. Viene usato principalmente in insetticidi e rodenticidi. Magnesio e fosforo formano anche il composto binario di formula MgP4 e vari fosfuri ternari come ad esempio MgCuP, MgBe2P2 e Mg2Ni3P.

## Sintesi
Mg3P2 fu preparato per la prima volta nel 1867 facendo reagire al calor rosso fosforo amorfo con fili di magnesio. Industrialmente si prepara trattando fosforo giallo e magnesio finemente suddiviso in atmosfera inerte a 300-600 °C, in presenza di quantità catalitiche di alogeni o altri composti alogenati:
6Mg + P4  → 2Mg3P2

## Struttura e proprietà
Il fosfuro di magnesio cristallizza con la struttura tipo α-Mn2O3, simbolo di Pearson cI80, contenente anioni P3– isolati. Il magnesio è tetracoordinato; le distanze Mg–P sono 256-251 pm e quelle Mg–Mg sono 320-374 pm.
Il composto è stabile, ma basta la presenza di umidità atmosferica per causarne l'idrolisi con sviluppo di odore di fosfina. In contatto con acqua la decomposizione è veloce. 
Mg3P2 + 6H2O → 3Mg(OH)2 + 2PH3
Per riscaldamento in presenza di ossigeno brucia formando fosfato e reagisce con cloro e alogeni rilasciando trialogenuro di fosforo. Ad esempio
Mg3P2 + 6Cl2 → 3MgCl2 + 2PCl3

## Applicazioni
Mg3P2 è l'ingrediente attivo di vari insetticidi e rodenticidi. L'azione si basa sul rilascio di fosfina, gas fortemente tossico. Nel caso di roditori Mg3P2 è miscelato con cibo formando compresse. Una volta che queste vengono ingerite l'acido contenuto nello stomaco del roditore provoca il rilascio di fosfina, che entra nel flusso sanguigno provocando insufficienza cardiaca e danni agli organi interni. Composti analoghi usati come disinfestanti sono AlP, Ca3P2 e Zn3P2.

## Tossicità / Indicazioni di sicurezza
Il fosfuro di magnesio rilascia fosfina per contatto con acqua o acidi. Risulta quindi fortemente tossico, e può essere fatale per ingestione e inalazione. Il composto risulta pericoloso anche per gli organismi acquatici.